# Vera Pless
Vera Pless, de soltera Vera Stepen (Chicago, 5 de marzo de 1931-Oak Park, 2 de marzo de 2020), fue una matemática estadounidense especializada en la combinatoria y teoría de códigos. Fue emérita de la Universidad de Illinois en Chicago.

## Biografía
Pless nació en el lado oeste de Chicago de una familia de inmigrantes judíos de Rusia. Como adolescente, estaba más interesada en tocar el violonchelo que en las matemáticas, pero dejó la escuela secundaria dos años antes de ir a la Universidad de Chicago, y terminó sus estudios allí en tres años. Inspirada por Irving Kaplansky para estudiar álgebra abstracta, se quedó en la universidad para el grado de maestría, que obtuvo en 1952, no mucho después de casarse con su marido, un físico experimental.
Comenzó a trabajar en física en la Universidad de Chicago, pero pronto se ganó una beca para estudiar en la Universidad Northwestern. Su marido se convirtió en profesor en el Instituto Tecnológico de Massachusetts; Pless se trasladó con él a Massachusetts, donde completó su doctorado de Northwestern en 1957 bajo la supervisión del estudiante Alex F. T. W. Rosenberg, de Kaplansky, poco antes del nacimiento de su primer hijo.
Dos años más tarde, aburrida de ser madre y ama de casa, Pless comenzó a enseñar cursos en la Universidad de Boston, y unos años más tarde comenzó a buscar un trabajo a tiempo completo. No pudo obtener una posición académica, tomó una posición en el Laboratorio de Investigación de la Fuerza Aérea de Cambridge en Massachusetts donde comenzó a trabajar en corrección de errores hacia adelante. Durante este tiempo ella ayudó a fundar una organización llamada Mujeres en Ciencia e Ingeniería, de la que fue presidenta. Se quedó en AFCRL desde 1963 hasta 1972; un visitante regular e inspiración durante este tiempo fue el matemático y criptógrafo de la Universidad de Harvard Andrew Gleason. Cuando la enmienda Mansfield prohibió a los militares la realización de la investigación básica, se trasladó al Instituto Tecnológico de Massachusetts, donde trabajó como investigadora asociada para el MIT Computer Science and Artificial Intelligence Laboratory. Regresó a Chicago en 1975 como catedrática de Matemáticas, Estadística y Computación de la Universidad de Illinois en Chicago. Su marido y su hijo menor habían permanecido en el área de Boston, y cinco años después de la mudanza, se divorciaron. Se retiró en 2006.
Falleció  en su domicilio de Oak Park, Illinois a los ochenta y ocho años el 2 de marzo de 2020.

## Premios y honores
En 2012 se convirtió en una miembro de la American Mathematical Society.

## Publicaciones seleccionadas
- Pless, Vera (1982).  John Wiley & Sons, ed. Introduction to the Theory of Error-Correcting Codes. ISBN 0-471-08684-3.
- Pless, Vera; Richard A. Brualdi; WC Huffman (Noviembre de 1998).  North-Holland, ed. Handbook of Coding Theory. North-Holland Mathematical Library. ISBN 978-0-444-81472-2.
- Pless, Vera; WC Huffman (Agosto de 2003).  Cambridge University Press, ed. Fundamentals of Error-Correcting Codes. ISBN 978-0-521-78280-7.
- Pless, Vera; Janet Beissinger (Mayo de 2006).  A.K. Peters, Ltd., ed. Cryptoclub: Using Mathematics to Make and Break Secret Codes. ISBN 1-56881-223-X.